# Batalla de El Mansurá
La Batalla de El Mansura tuvo lugar entre el 8 y 11 de febrero de 1250 durante la Séptima Cruzada entre los atacantes cruzados liderados por el rey Luis IX de Francia, y las fuerzas ayubíes lideradas por la sultána Shajar Al-Durr, visir Fakhr al-Din ibn al-Shaykh, Faris al-Din Aktay, y Baibars. Se llevó a cabo en la presente ciudad de El Mansura, Egipto